# Teja Aicher
Teja Aicher (* 1909; † Februar 1979) war ein österreichischer Maler, Texter und Illustrator.
Aicher absolvierte die Akademie der bildenden Künste Wien. Von 1948 bis 1976 war er für die zeitweilig sehr populäre österreichische Kinderzeitschrift Wunderwelt tätig, die er maßgeblich bei der Gestaltung formte. „Was immer man an Teja Aicher auszusetzen hat, ohne ihn hätte es die Wunderwelt nicht gegeben. Er war das etwas schlampige Universal-Genie für alle Fälle. Bis 1976 zeichnete und textete er in allen Bereichen, seine architektonischen und historischen Ausschneidebögen sind außerordentlich umfangreich und es gab tatsächlich Ausgaben der Wunderwelt, in denen er die grafische Gestaltung für mehr als die halbe Zeitung übernahm, insbesondere während der Wirrnisse nach dem Ausscheiden von Peter Paul Prinz 1960/61.“ Unter Aichers Bildgeschichten wurde jene über Zwerg Bumsti und seine Partnerin, die Schürze tragende Maus, am bekanntesten. Sie traten auch im Fernsehen auf: 1973–74 produzierte der ORF „Wichtelgeschichten“ mit dem Puppentheater Arlequin von Arminio Rothstein, in denen Aichers Figuren auftraten. Weitere seiner frühen Comics, sie wurden häufig mit einem Text in Versen unterlegt, waren unter anderem : „Piff und Paff“, „Benjamin und Kasimir“, „Stubs und Staberl“ und „Perry und Sila“. Eine Sammlung der Zwerg-Bumsti-Geschichten erschien als Reprint im Buch „Das bunte Buch der 1000 Späße“ (2001, ISBN 3-7074-0121-9), gemeinsam mit den von Peter Paul Prinz ebenfalls für die Wunderwelt geschaffenen Bildgeschichten um „Willibald den Zauberlehrling“ und seinen „Meister Hokus“.
Neben der Arbeit für das Jugendmagazin schuf er auch zahlreiche, kritische Bildgeschichten im Stil von Wilhelm Busch.